# Elecciones al Parlamento Europeo de 1984 (Luxemburgo)
En las elecciones al Parlamento Europeo de 1984 en Luxemburgo, celebradas el 17 de junio, se escogió a los 6 representantes de dicho país para la segunda legislatura del Parlamento Europeo. Se celebraron el mismo día que las elecciones generales, en las cuales se eligieron los miembros de la cámara de diputados de Luxemburgo.

## Sistema de votación
Los seis eurodiputados de Luxemburgo son elegidos por sufragio universal directo en una única circunscripción nacional. La elección se realiza por voto proporcional plurinominal para decidir entre las listas de seis candidatos presentadas por los partidos. Los votantes pueden votar por los seis candidatos de una lista o mezclar boletas para seleccionar seis candidatos de diferentes listas. A continuación, se asigna a cada partido un número de escaños proporcional al número total de votos emitidos por sus candidatos, asignándose los escaños a los candidatos de ese partido que hayan obtenido la mayor cantidad de votos.

## Resultados
| Partido        | Partido                                       | Votos   | %     | Escaños                             | +/-                                 |
| -------------- | --------------------------------------------- | ------- | ----- | ----------------------------------- | ----------------------------------- |
|                | Partido Popular Social Cristiano (CSV)        | 345.586 | 34,90 | 3                                   | 0                                   |
|                | Partido Socialista Obrero Luxemburgués (LSAP) | 296.382 | 29,93 | 2                                   | +1                                  |
|                | Partido Democrático (DP)                      | 218.481 | 22,07 | 1                                   | -1                                  |
|                | Los Verdes (GAP)                              | 60.152  | 6,08  | 0                                   | Nuevo                               |
|                | Partido Comunista de Luxemburgo (KPL)         | 40.395  | 4,08  | 0                                   | 0                                   |
|                | Partido Socialista Independiente (PSI)        | 25.355  | 2,56  | 0                                   | Nuevo                               |
|                | Partido Socialista Revolucionario (RSP)       | 3.791   | 0,38  | 0                                   | 0                                   |
| Total          | Total                                         | 990,142 | 100   | 6                                   | 0                                   |
|                |                                               |         |       |                                     |                                     |
| Votos válidos  | Votos válidos                                 | 173.888 | 90,75 | Participación:\| \| 88,80 % \| 0,1% | Participación:\| \| 88,80 % \| 0,1% |
| Blanco         | Blanco                                        | 12.309  | 6,43  | Participación:\| \| 88,80 % \| 0,1% | Participación:\| \| 88,80 % \| 0,1% |
| Nulos          | Nulos                                         | 5.405   | 2,82  | Participación:\| \| 88,80 % \| 0,1% | Participación:\| \| 88,80 % \| 0,1% |
| Total Votantes | Total Votantes                                | 191.602 | 100   | Participación:\| \| 88,80 % \| 0,1% | Participación:\| \| 88,80 % \| 0,1% |
| Electores      | Electores                                     | 215.792 |       | Participación:\| \| 88,80 % \| 0,1% | Participación:\| \| 88,80 % \| 0,1% |
| A candidatura  | A candidatura                                 | 990.142 |       | Participación:\| \| 88,80 % \| 0,1% | Participación:\| \| 88,80 % \| 0,1% |
| Fuente:        |                                               |         |       |                                     |                                     |
|                | 88,80 %                                       |         |       |                                     |                                     |

## Adscripción por grupos europeos
| Grupo europeo | Grupo europeo                                                     | Partido | Escaños |
| ------------- | ----------------------------------------------------------------- | ------- | ------- |
|               | Grupo del Partido Popular Europeo (EPP)                           | CSV: 3  | 3/6     |
|               | Grupo de la Alianza Progresista de Socialistas y Demócratas (PES) | LSAP: 2 | 2/6     |
|               | Grupo Liberal, Democrático y Reformista (ELDR)                    | DP: 1   | 1/6     |
| Fuente:       |                                                                   |         |         |

## Diputados electos
| Candidato               | Partido Nacional | Partido Nacional | Grupo europeo | Grupo europeo | Partido Político Europeo |
| ----------------------- | ---------------- | ---------------- | ------------- | ------------- | ------------------------ |
| Nicolas Estgen          |                  | CSV              |               | EPP           | EPP                      |
| Marcelle Lentz-Cornette |                  | CSV              |               | EPP           | EPP                      |
| Ernest Mühlen           |                  | CSV              |               | EPP           | EPP                      |
| Victor Abens            |                  | LSAP             |               | SOC           | PES                      |
| Lydie Schmit            |                  | LSAP             |               | SOC           | PES                      |
| Colette Flesch          |                  | DP               |               | LDR           | ELDR                     |

1. ↑  Murió en 1988. Remplazada por Joseph Wohlfart el 28 de abril de 1988.
2. ↑  Dimitió en 1985. Remplazada por Lydie Polfer el 9 de octubre de 1985.